# Listopad 2019

## 30 listopada
- W obliczu epidemii odry rząd Samoa przeznaczył dodatkowe 2,5 mln USD na pomoc w walce z tą chorobą, a premier Tuilaʻepa Sailele Malielegaoi zapowiedział ustawę penalizującą rodziców odmawiających szczepień dla swoich dzieci[1].
- Pawło Szwarc został wprowadzony w urząd biskupa (zwierzchnika) Niemieckiego Kościoła Ewangelicko-Luterańskiego Ukrainy[2].

## 29 listopada
- Tymczasowy rząd Sudanu rozwiązał uprzednio rządzącą partię Umara al-Baszira i uchylił szereg wprowadzonych za jego rządów przepisów regulujących zachowanie kobiet[3].

## 28 listopada
- Według agencji Reutera zginęło co najmniej 35 osób w czasie protestów w Iraku. Najbardziej krwawe zajścia miały miejsce w Nasirii na południu kraju, gdzie żołnierze otworzyli ogień do demonstrantów blokujących jeden z mostów. Zginęło tam 29 osób, a dziesiątki zostało rannych. Kolejne cztery osoby zginęły a 22 osoby zostały ranne w Bagdadzie, gdzie siły bezpieczeństwa użyły ostrej amunicji i gumowych kul, by rozpędzić protestujących w pobliżu mostu Ahrar[4].
- Ogłoszono wyniki wyborów w Urugwaju, zwyciężył w nich Luis Alberto Lacalle Pou, polityk związany z centroprawicową Partią Narodową[5]

## 27 listopada
- Sąd w Bangladeszu skazał siedmiu islamistów na karę śmierci za zorganizowanie zamachu terrorystycznego w stolicy kraju Dhace w 2016 roku. Zginęło wówczas 29 osób, głównie obcokrajowcy, ale również dwóch policjantów i pięciu zamachowców[6].
- Pięć osób poniosło śmierć, a trzy zostały ranne w pożarze wieżowca w Minneapolis zamieszkałego głównie przez imigrantów[7].
- Według władz 200 tys. osób wzięło udział w trwających już od prawie dwóch tygodni w Iranie antyrządowych protestach po podwyżce cen benzyny. 7 tys. uczestników protestów aresztowano[8].
- Około godziny 7.30 doszło do trzęsienia ziemi o magnitudzie 6,0 u wybrzeża Krety. Epicentrum znajdowało się około 70 km od Chani a hipocentrum zarejestrowano na głębokości 56 km między dwoma wyspami Kretą i Kithirą. Nie ma doniesień o rannych lub zniszczeniach[9].
- Komitet Krajowy Towarzystwa Biblijnego w Polsce wybrał na nowego dyrektora generalnego Jadwigę Zalisz, która obejmie urząd 1 stycznia 2020[10].

## 26 listopada
- Albanię nawiedziło trzęsienie ziemi o magnitudzie 6,4; wstrząsy były odczuwalne wzdłuż całego albańskiego wybrzeża i spowodowały olbrzymie straty materialne. Zginęło co najmniej 50 osób, a około 900 zostało rannych[11][12], w tym wiele ciężko. Największe zniszczenia odnotowano w miestach Durrës i Thumane. Epicentrum trzęsienia znajdowało się 12 km na południowy zachód od miejscowości Mamurras, a hipocentrum na głębokości 20 km. Kilka godzin później odnotowano silne wstrząsy wtórne o magnitudzie od 5,1 do 5,4[13][14].
- 17 osób zginęło, a ponad 20 odniosło rany w eksplozji samochodu pułapki, do której doszło na północnym wschodzie Syrii, w strefie kontrolowanej przez Turcję[15].
- W trakcie protestów w stolicy Iraku siły bezpieczeństwa otworzyły ogień do demonstrantów, zabijając jedną osobę i raniąc 21. W południowych prowincjach kraju antyrządowi manifestanci blokowali drogi, ustawiając zapory z płonących opon. Tego samego dnia w Bagdadzie doszło do trzech eksplozji, w których zginęło co najmniej sześć osób, a 15 zostało rannych[16].

## 25 listopada
- W katastrofie śmigłowców w Mali zginęło trzynastu francuskich żołnierzy. Wojskowi brali udział w operacji przeciwko dżihadystom[17].
- Około 20 tys. osób zebrało się w stolicy Gruzji Tbilisi, aby protestować przeciwko władzom kraju. Wzywając do rezygnacji rządu i przedterminowych wyborów, demonstranci zablokowali wejścia do budynku parlamentu[18].
- W Dreźnie doszło do włamania do muzealnego skarbca Augusta Mocnego Grünes Gewölbe. Przestępcy wynieśli klejnoty i zbiegli[19].
- Grupa LVMH przejęła amerykańską firmę jubilerską Tiffany & Co. Transakcja opiewa na ponad 16 miliardów dolarów, co czyni ją największą w historii branży dóbr luksusowych[20].

## 24 listopada
- Mały samolot pasażerski Dornier Do 228 z 19 osobami na pokładzie rozbił się w mieście Goma w północno-wschodniej części Demokratycznej Republiki Konga. Maszyna spadła na domy mieszkalne znajdujące się w pobliżu lotniska. W katastrofie zginęło co najmniej 29 osób[21].
- Urzędujący prezydent Klaus Iohannis zwyciężył w wyborach prezydenckich w Rumunii[22].
- Odbył się finał tegorocznego Konkursu Piosenki Eurowizji dla Dzieci, zwyciężczynią została Wiktoria Gabor[23].

## 23 listopada
- Co najmniej 36 osób zginęło w wyniku osunięcia się ziemi w hrabstwie West Pokot w zachodniej Kenii. Niektóre miejscowości zostały odcięte od świata. Ponadto lokalne powodzie zniszczyły mosty, a na drogach utknęły setki pojazdów[24].

## 21 listopada
- Trzęsienie ziemi o magnitudzie 6,1 zarejestrowano o godzinie 6.50 czasu lokalnego w północno-wschodnim Laosie przy granicy z Tajlandią. Epicentrum trzęsienia znajdowało się w rejonie miasta Muang Xaignabouli i dystryktu Chaloem Phra Kiat w Tajlandii, ok. 280 km na północny wschód od Bangkoku, na głębokości 12 km. Nie ma informacji o poszkodowanych i zniszczeniach[25].
- Prokuratura w Izraelu postawiła zarzuty korupcji urzędującemu premierowi Binjaminowi Netanjahu[26]
- Rada Zarządzająca Konferencji Kościołów Europejskich wybrała na nowego sekretarza generalnego Jørgena Skov Sørensena, który obejmie urząd 1 stycznia 2020[27].

## 20 listopada
- Izraelskie lotnictwo ostrzelało kilkadziesiąt irańskich celów w Syrii w odwecie za atak rakietowy za 18 listopada na kontrolowane przez Izrael Wzgórza Golan. Według Syryjskiego Obserwatorium Praw Człowieka w atakach zginęły co najmniej 23 osoby[28].
- Cztery osoby zginęły, a trzy inne zostały ranne w wybuchu w fabryce fajerwerków na Sycylii[29].
- Włoska policja, przy współpracy z Europolem zatrzymała 23 osoby, podejrzane o handel zabytkami archeologicznymi. Gang w nielegalny sposób zdobywał, a następnie sprzedawał artefakty pochodzące z IV i II w. p.n.e. Według policji gang zdobył i sprzedał nawet 10 tys. dzieł sztuki, wartych miliony euro, w tym terakotowe wazy, lampy, figurki, broń, czy biżuterię[30].
- Naukowcy z Ocean X na dnie Morza Bałtyckiego odnaleźli wrak statku, który był na głębokości 75 m. Znajdowało się w nim 900 butelek koniaku Benedictine i Haartman, liczącego sobie ponad 100 lat. Statek miał dotrzeć do Rosji w 1917 roku[31].

## 19 listopada
- W Mali w ataku dżihadystów na patrol wojskowy zginęło 24 żołnierzy, a 29 zostało rannych. Do ataku dżihadystów doszło na drodze w pobliżu wzgórza Tabankort w graniczącej z Nigrem prowincji Gao. Ponadto zginęło 17 terrorystów a 100 podejrzanych trafiło do niewoli[32].

## 18 listopada
- Trzy osoby zginęły w strzelaninie w supermarkecie Walmart w miejscowości Duncan w stanie Oklahoma[33].

## 17 listopada
- Cztery osoby zginęły, a co najmniej sześć zostało rannych w ataku z użyciem broni palnej we Fresno w Kalifornii. Do tragedii doszło wieczorem czasu lokalnego, w czasie rodzinnego przyjęcia[34].
- Około 20 tys. ludzi zebrało się w centrum Tbilisi na antyrządowych demonstracjach; domagają się wcześniejszych wyborów parlamentarnych. Niezadowolenie jest związane z nieuchwaleniem przez parlament zmiany ordynacji wyborczej na proporcjonalną[35].
- Wybory prezydenckie na Sri Lance wygrał Gotabaya Rajapaksa, zdobywając 52,25% głosów[36].

## 16 listopada
- W wyniku eksplozji samochodu pułapki w pobliżu dworca autobusowego w mieście Al-Bab w północno-wschodniej Syrii zginęło kilkanaście osób. Według tureckiej agencji Anatolia zginęło 18 osób a co najmniej 30 zostało rannych. Zniszczeniom uległo także kilka aut i budynków znajdujących się w bezpośrednim otoczeniu samochodu pułapki[37].
- Około 300 tys. Czechów uczestniczyło na błoniach Letnej w Pradze w demonstracji przeciwko premierowi Andrejowi Babišowi, którego opozycja oskarża o wyłudzenie 2 mln euro dotacji. Minister spraw wewnętrznych Jan Hamaczek powiedział, że policja oszacowała frekwencję na 250 tys. osób[38][39].

## 15 listopada
- Pięć osób poniosło śmierć, a co najmniej 75 zostało rannych podczas gwałtownych starć, do jakich doszło pomiędzy zwolennikami byłego prezydenta Boliwii Evo Moralesa a policją i wojskiem w mieście Sacaba, w środkowej części kraju[40].
- Irackie służby i źródła medyczne przekazały, że w Bagdadzie w wyniku działań sił bezpieczeństwa wobec demonstrantów, trzy osoby zginęły, a co najmniej 25 zostało rannych. Funkcjonariusze rozpędzili manifestantów przy użyciu granatów z gazem łzawiącym i ostrej amunicji. W sumie w wyniku manifestacji śmierć w Iraku od 1 października 2019 poniosło ponad 330 osób, głównie protestujących[41].
- Australijscy astronomowie zaobserwawali gwiazdę pędzącą przez naszą galaktykę z zawrotną prędkością ponad 5998717 km/h. Obiekt za 100 mln lat opuści Drogę Mleczną[42].

## 14 listopada
- O godzinie 17.17 czasu polskiego w indonezyjskiej prowincji Moluki Północne doszło do trzęsienia ziemi, mającego magnitudę 7,1. Hipocentrum znajdowało się na głębokości 45 km, a epicentrum 138 km na północny zachód od wyspy Kota Ternate. Odnotowano około 20 wstrząsów wtórnych[43].

## 13 listopada
- W pobliżu miasta Nitra na Słowacji autobus zderzył się z ciężarówką. Według najnowszych danych zginęło 12 osób, w tym czworo nieletnich, a 20 zostało rannych[44].
- Siedem osób zginęło i co najmniej siedem zostało rannych w wybuchu samochodu pułapki w Kabulu w pobliżu resortu spraw wewnętrznych Afganistanu[45].
- Wielka Brytania zmaga się z powodziami spowodowanymi intensywnymi opadami deszczu, w wyniku których ponad 14 tys. budynków zostało dotkniętych podtopieniami. Do usuwania skutków katastrofy zaangażowano wojsko[46].

## 12 listopada
- Co najmniej 15 osób poniosło śmierć a ponad 40 zostało rannych w nocy z 11 na 12 listopada w rezultacie czołowego zderzenia dwóch pociągów w Bangladeszu. Do katastrofy doszło w miejscowości Brammanbarija położonej w odległości ok. 100 km na wschód od stolicy[47].
- W Hiszpanii ogłoszono podpisanie wstępnej umowy koalicyjnej pomiędzy koalicją Unidas Podemos i partią PSOE Socjaldemokratyczna partia PSOE zdobyła najwięcej miejsc w parlamencie w wyborach w listopadzie 2019, nie posiada jednak samodzielnej większości[48].
- Trzęsienie ziemi o magnitudzie 5,8 wystąpiło u brzegów indonezyjskiej wyspy Sulawesi. Epicentrum wstrząsów znajdowało się na głębokości ok. 120 km pod dnem morskim. Brak informacji o ofiarach lub stratach materialnych[49].

## 10 listopada
- Cyklon Bulbul, który dotarł do Bangladeszu i Indii, doprowadził do śmierci co najmniej 13 osób, a około 30 osób zostało rannych; 6 tys. domów zostało uszkodzonych. Ponadto z zagrożonych terenów ewakuowano dwa miliony mieszkańców[50].
- Prezydent Boliwii Evo Morales pod naciskami armii i opozycji podał się do dymisji. Nastąpiło to po publikacji raportu, który kwestionuje oficjalne wyniki wyborów z 20 października. Od trzech tygodni w Boliwii trwały protesty przeciwko domniemanym fałszerstwom wyborczym[51].
- Król Jordanii Abd Allah II ibn Husajn ogłosił, że jego kraj ponownie przejmuje „pełną suwerenność” nad dwoma obszarami wzdłuż granicy z Izraelem, wydzierżawionymi temu krajowi w 1994 roku. Izraelskie ministerstwo spraw zagranicznych wyraziło ubolewanie z tego powodu[52].

## 8 listopada
- Północno-zachodnią część Iranu nawiedziło trzęsienie ziemi o magnitudzie 5,9. Zginęło co najmniej sześć osób, a ponad 300 zostało rannych; 400 budynków zostało zniszczonych.  Epicentrum zlokalizowano w odległości 57 km na północny wschód od miasta Hasztrud, a hipocentrum natomiast na głębokości 10 km. Po trzęsieniu wystąpiło około 60 wstrząsów wtórnych[53].
- Trzęsienie ziemi o magnitudzie 5,6 uderzyło w południową część Gwatemali. Epicentrum trzęsienia znajdowało się w odległości 8,2 km od miasta Casillas i ok. 50 km na południowy wschód od stolicy kraju, Gwatemali; hipocentrum było zlokalizowane na głębokości 197 km. Nie ma informacji o ofiarach i szkodach materialnych[54].

## 2 listopada
- W finale rozgrywanego w Japonii pucharu świata w rugby Południowa Afryka pokonała Anglię 32:12. Dla reprezentacji znanej jako „Springboks” był to trzeci w historii triumf w imprezie tej rangi, czym wyrównała ona osiągnięcie Nowej Zelandii[55].
- Australijka Ashleigh Barty triumfowała w kończącym sezon tenisowych rozgrywek kobiet turnieju WTA Finals[56].